# Бич Маунтан (Северна Каролина)
Бич Маунтан (енгл. Beech Mountain) град је у америчкој савезној држави Северна Каролина.

## Демографија
По попису из 2010. године број становника је 320, што је 10 (3,2%) становника више него 2000. године.
| Група             | 2000.       | 2010.       |
| Белци             | 299 (96,5%) | 304 (95,0%) |
| Афроамериканци    | 0 (0,0%)    | 3 (0,9%)    |
| Азијати           | 0 (0,0%)    | 0 (0,0%)    |
| Хиспаноамериканци | 3 (1,0%)    | 10 (3,1%)   |
| Укупно            | 310         | 320         |